# Liste der Kulturdenkmäler in Obermeiser
Die folgende Liste enthält die in der Denkmaltopographie ausgewiesenen Kulturdenkmäler auf dem Gebiet des Ortsteils Obermeiser der  Stadt Calden, Landkreis Kassel, Hessen.
Hinweis: Die Reihenfolge der Denkmäler in dieser Liste orientiert sich an der Anschrift, alternativ ist sie auch nach der Bezeichnung oder der Bauzeit sortierbar.
Kulturdenkmäler werden fortlaufend im Denkmalverzeichnis des Landes Hessen durch das Landesamt für Denkmalpflege Hessen auf Basis des Hessischen Denkmalschutzgesetzes (HDSchG) geführt. Die Schutzwürdigkeit eines Kulturdenkmals hängt nicht von der Eintragung in das Denkmalverzeichnis des Landes Hessen oder der Veröffentlichung in der Denkmaltopographie ab.

## Obermeiser

### Gesamtanlage
| Bild            | Bezeichnung                                   | Lage                            | Beschreibung                                                                                              | Bauzeit   | Daten |
| --------------- | --------------------------------------------- | ------------------------------- | --- | --------- | ----- |
| weitere Bilder  | Gesamtanlage Obermeiser                       | Lage                            | Im Winkel 2–8; Kirchweg 5, 2–22; Mühlenstraße 1–3, 4–12; Rische 3–13, 2–50; Warburger Straße 1–29, 14–46. |           |       |
| Bild gesucht BW | Ständerbau Im Winkel 8                        | Im Winkel 8 Lage                | |           |       |
| weitere Bilder  |                                               | Kirchweg 10 Lage                | |           |       |
| weitere Bilder  |                                               | Kirchweg 12 Lage                | |           |       |
| weitere Bilder  | Evangelische Pfarrkirche                      | Kirchweg 14 Lage                | Einfacher Saalbau mit Giebeldachreiter.                                                                   | 1771-1773 |       |
|                 |                                               | Mühlenstraße 3 Lage             | |           |       |
| weitere Bilder  |                                               | Mühlenstraße 6 Lage             | |           |       |
|                 |                                               | Mühlenstraße 8 Lage             | |           |       |
| Bild gesucht BW | Längsdielenhaus Warburger Straße 1 und 3      | Warburger Straße 1 und 3 Lage   | |           |       |
| weitere Bilder  |                                               | Warburger Straße 11 Lage        | |           |       |
|                 |                                               | Warburger Straße 13 Lage        | |           |       |
|                 |                                               | Warburger Straße 15 Lage        | |           |       |
| weitere Bilder  |                                               | Warburger Straße 19 Lage        | |           |       |
| weitere Bilder  |                                               | Warburger Straße 21 Lage        | |           |       |
| weitere Bilder  | Flurquerdielenhaus Warburger Straße 20 und 22 | Warburger Straße 20 und 22 Lage | |           |       |
| weitere Bilder  | Fachwerkhaus Warburger Straße 26              | Warburger Straße 26 Lage        | |           |       |
|                 |                                               | Warburger Straße 27 Lage        | |           |       |
| Bild gesucht BW | Wohnhaus einer Hofanlage Warburger Straße 30  | Warburger Straße 30 Lage        | |           |       |
| Bild gesucht BW | Fachwerkhaus Warburger Straße 34              | Warburger Straße 34 Lage        | |           |       |
|                 |                                               | Warburger Straße 36 Lage        | |           |       |

Denkmäler der Gesamtanlage Obermeiser ohne eigenen Eintrag in der Topographie
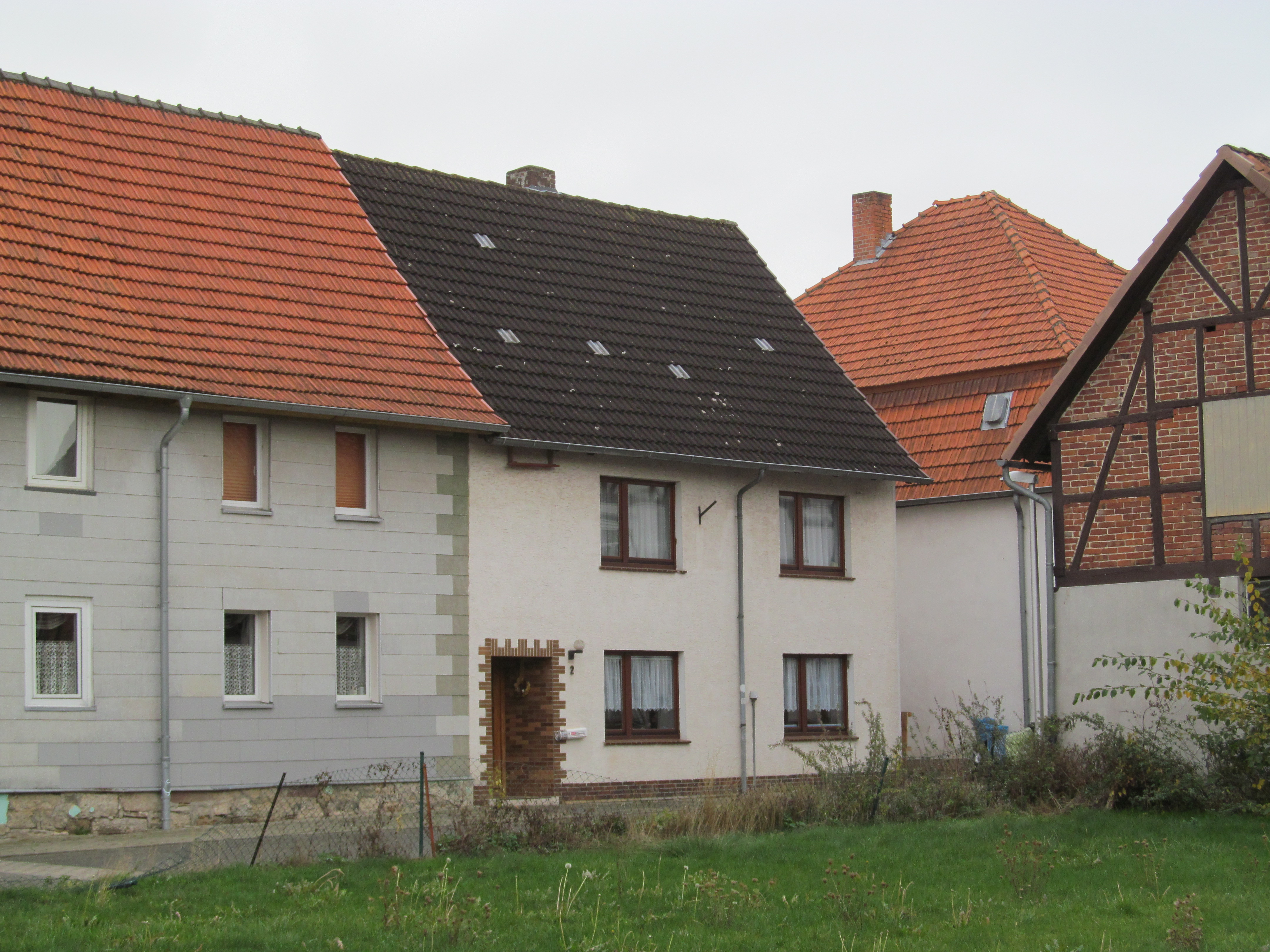
Im Winkel 2
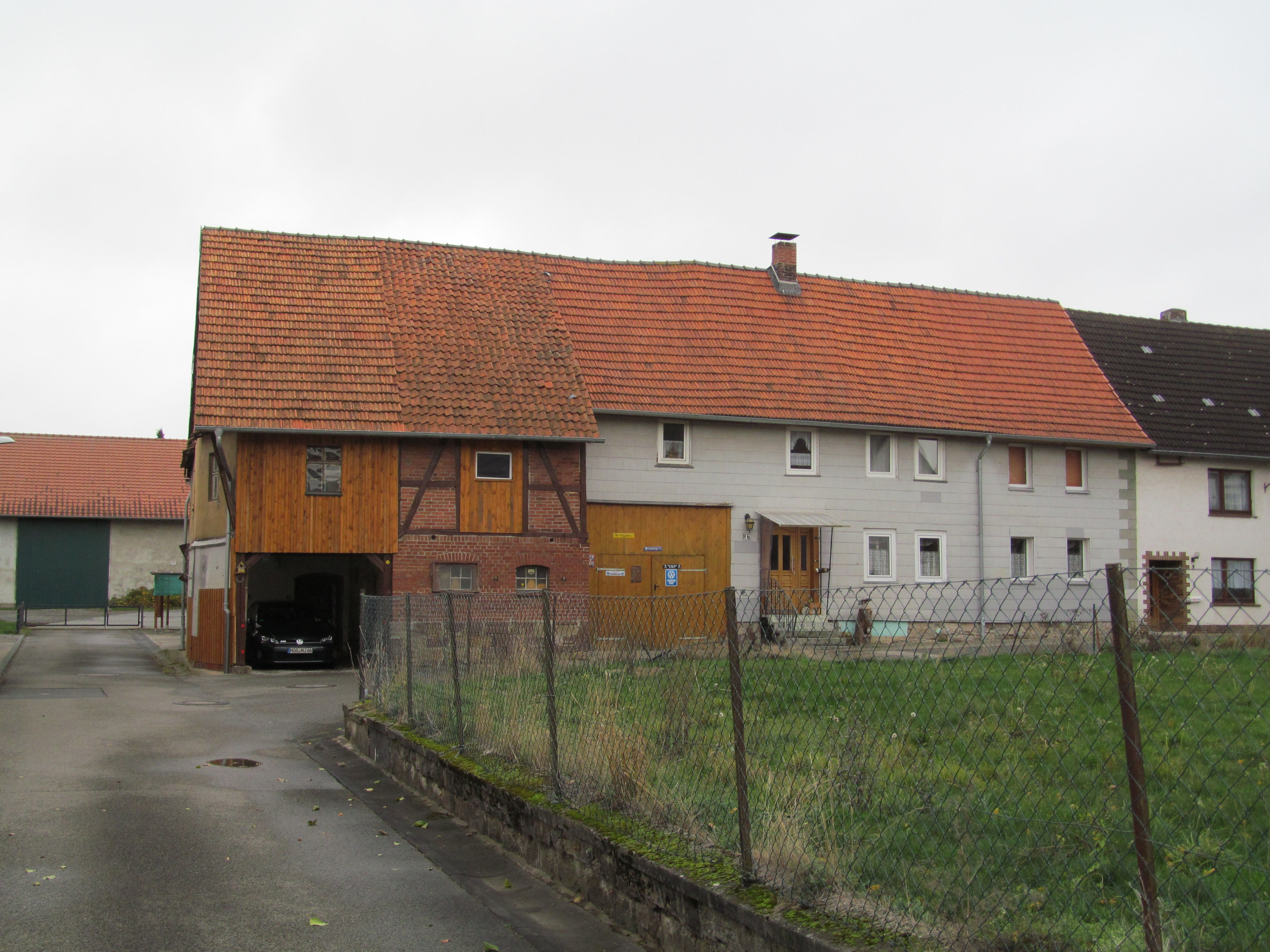
Im Winkel 6
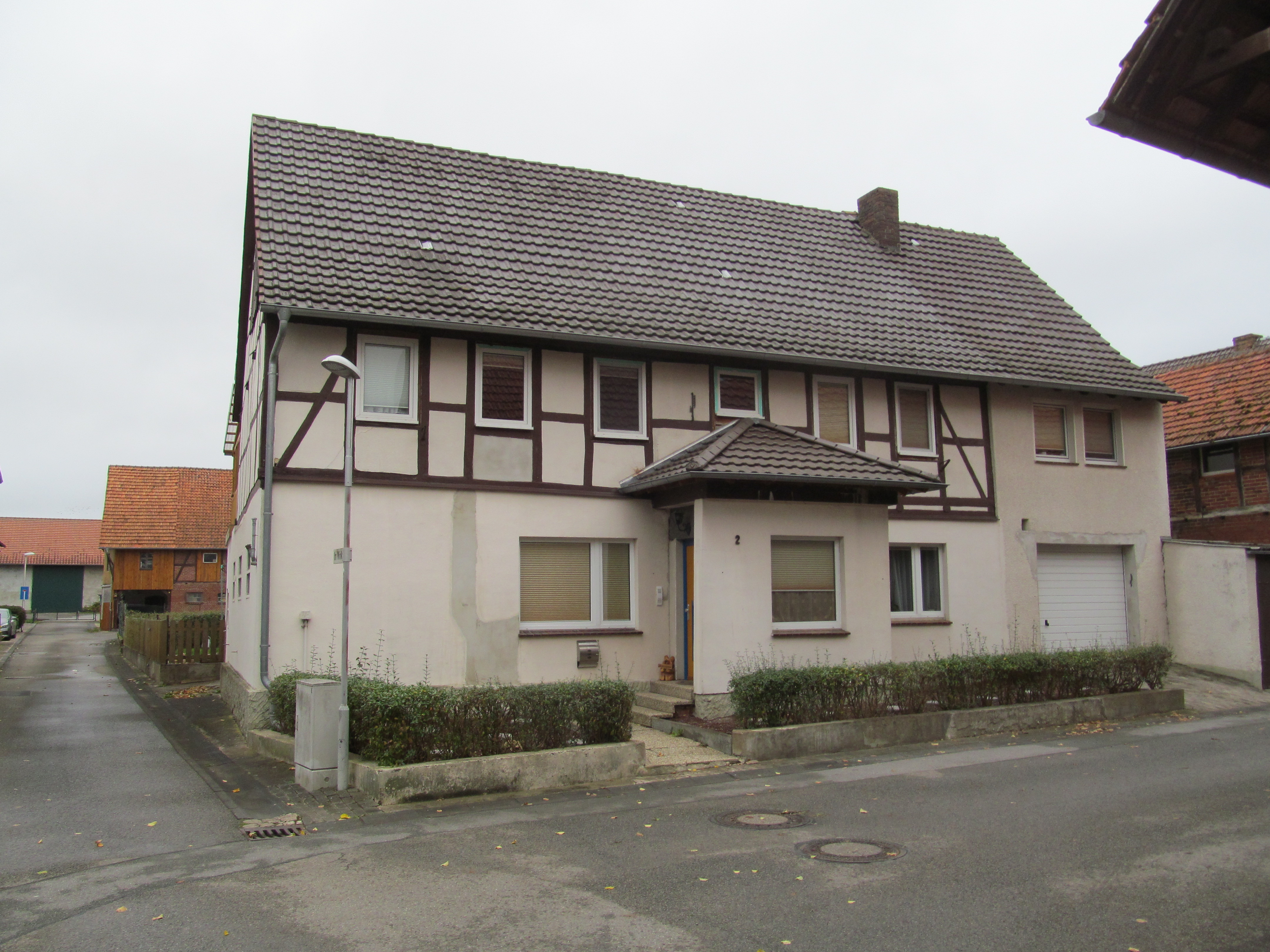
Kirchweg 2
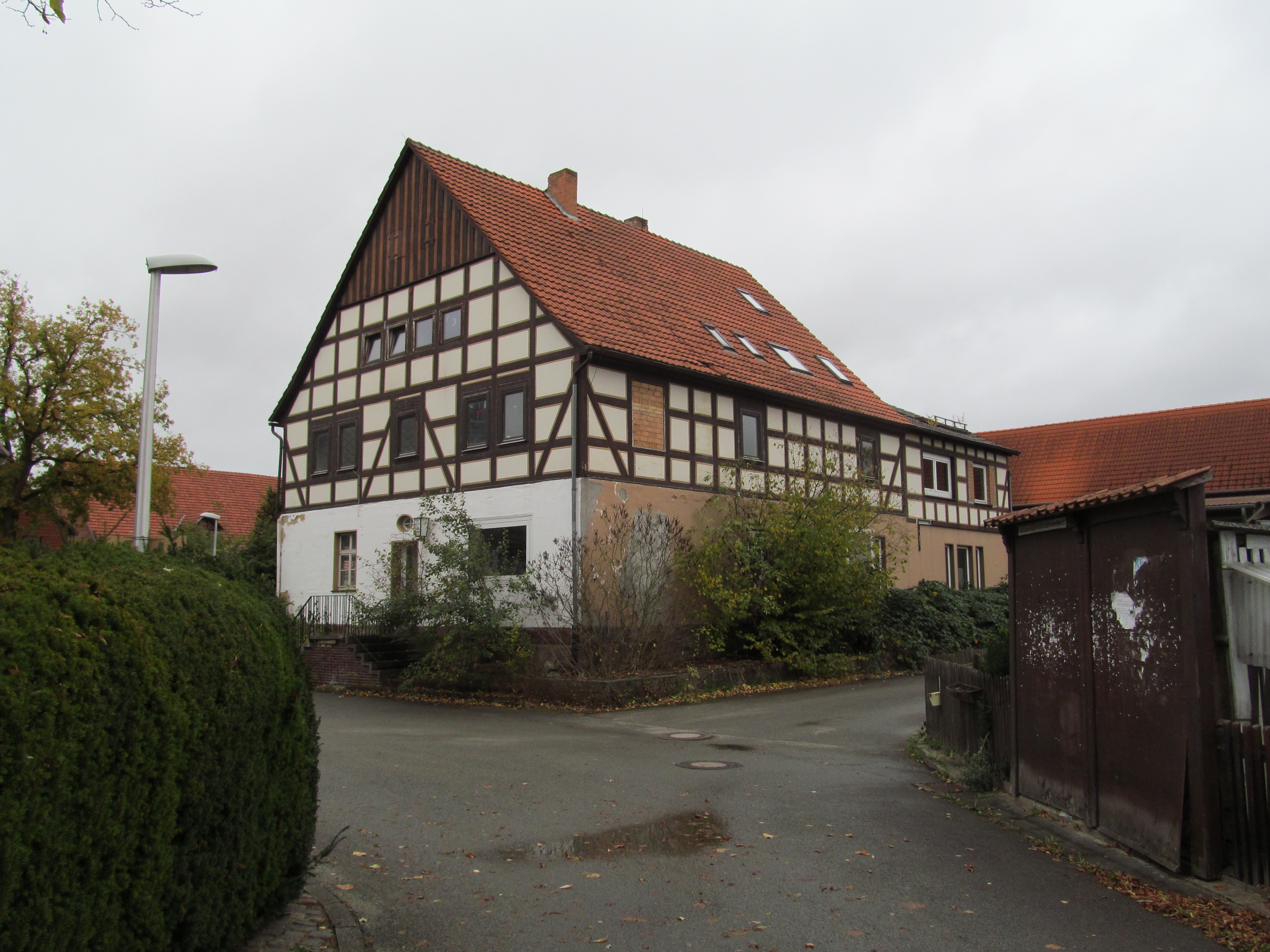
Kirchweg 5
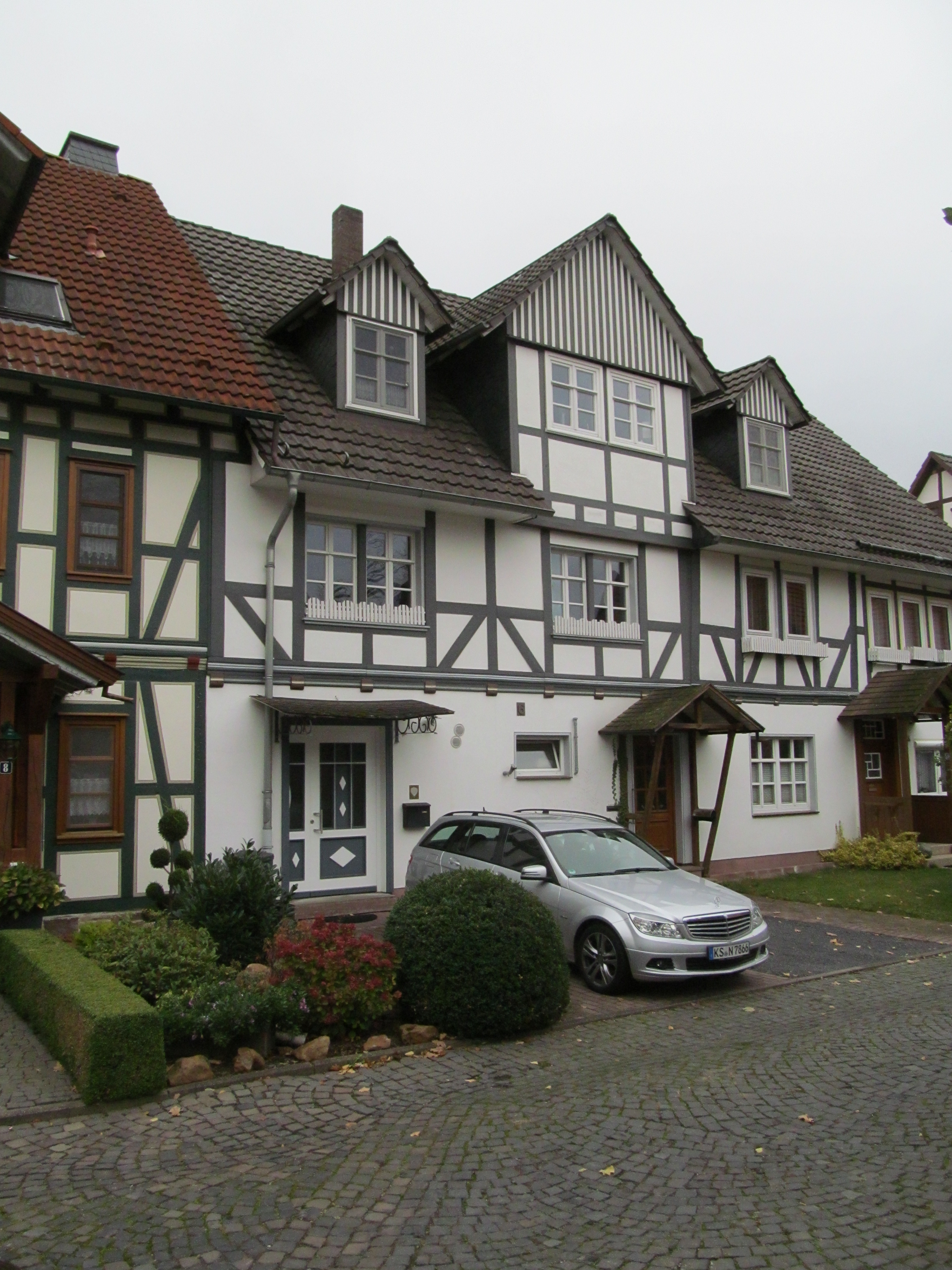
Kirchweg 6
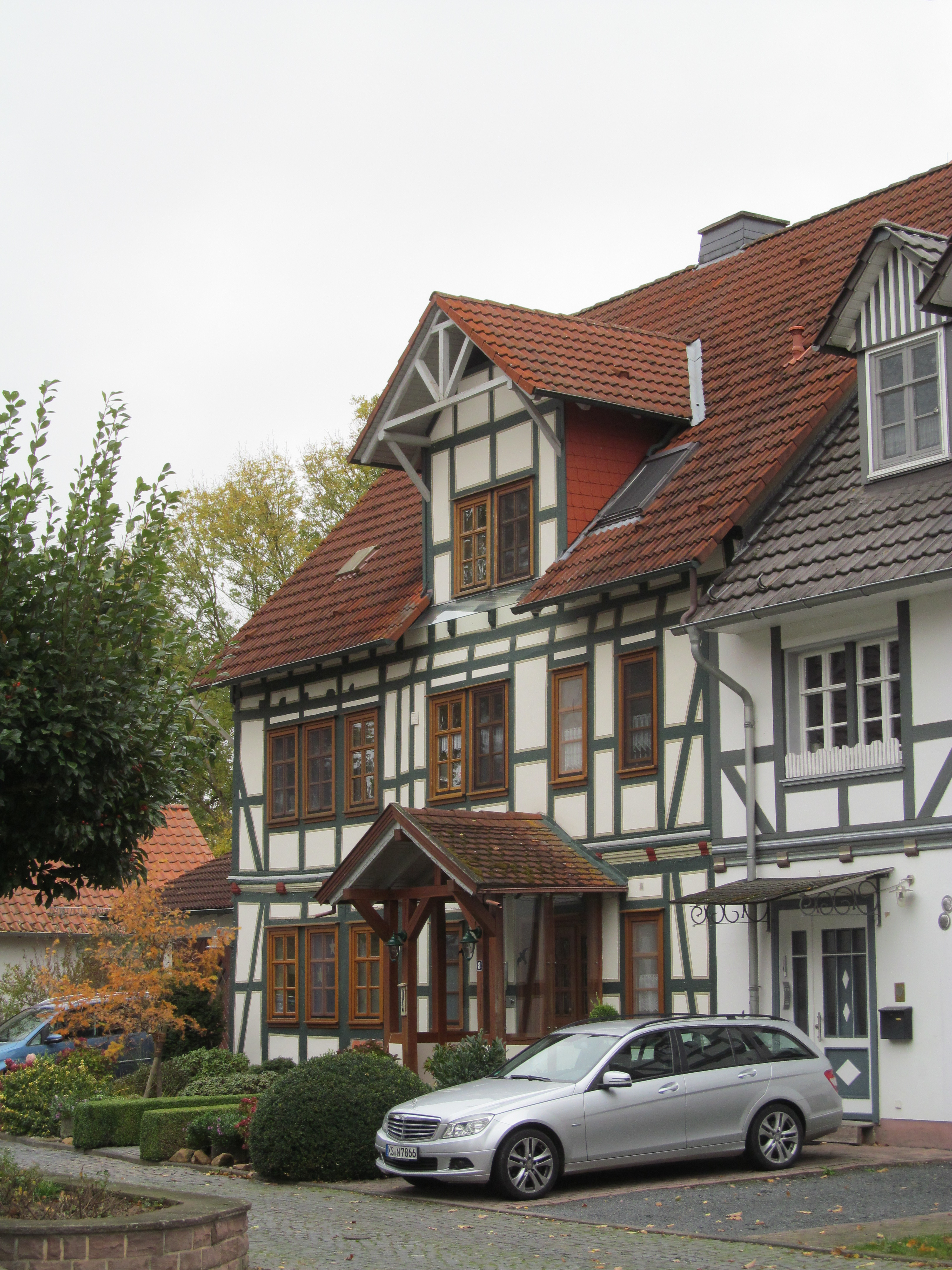
Kirchweg 8
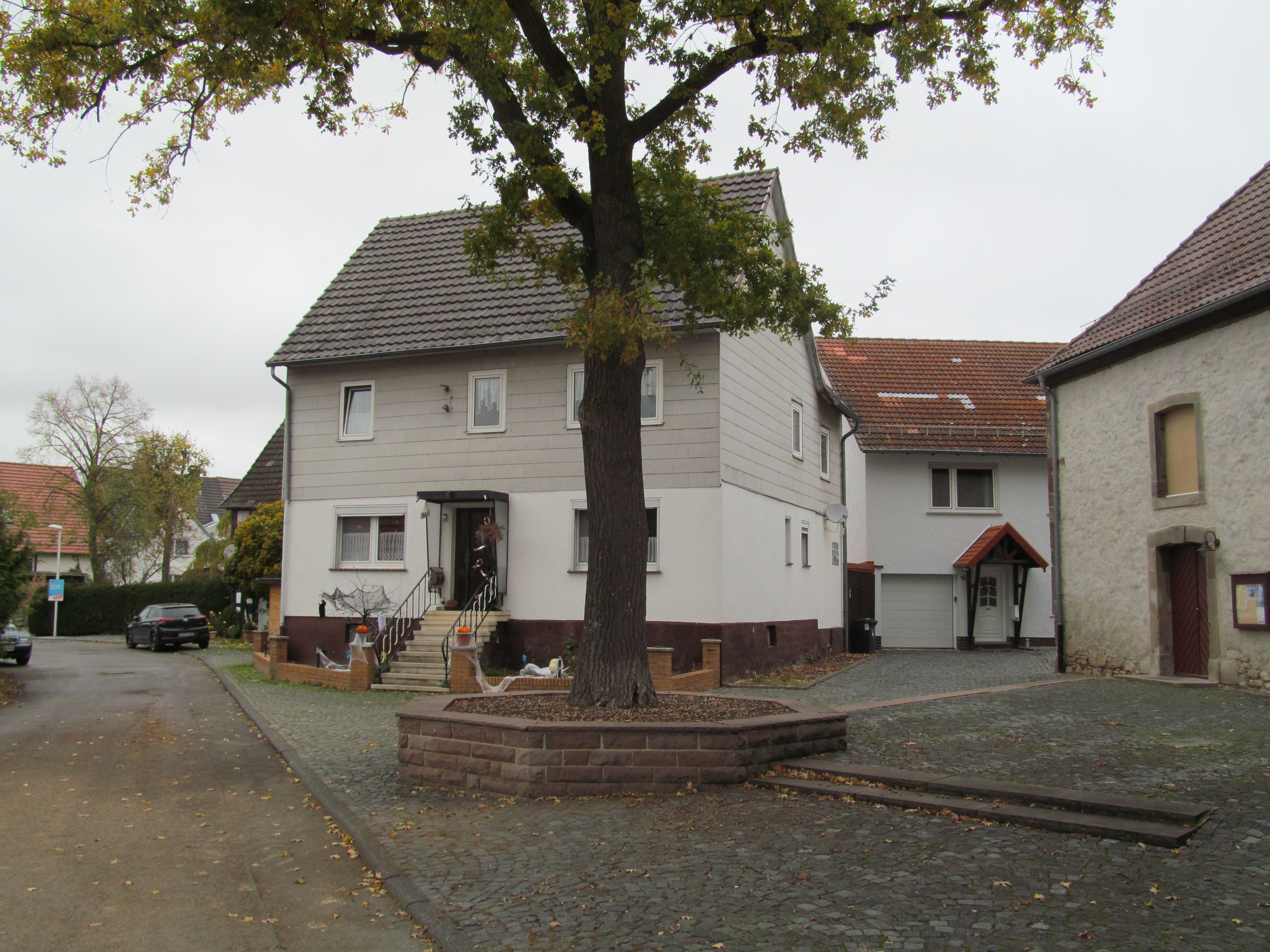
Kirchweg 20
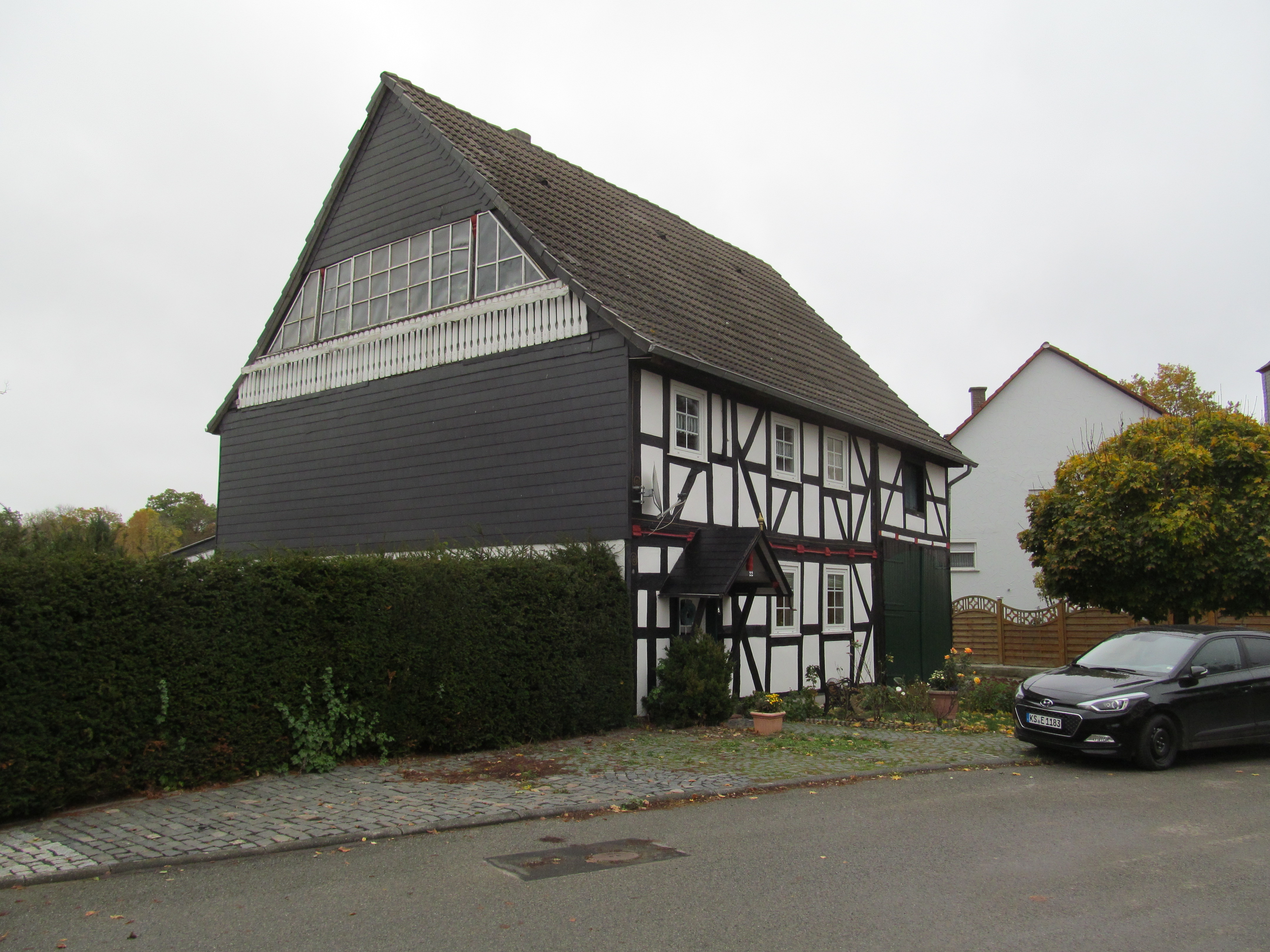
Kirchweg 22
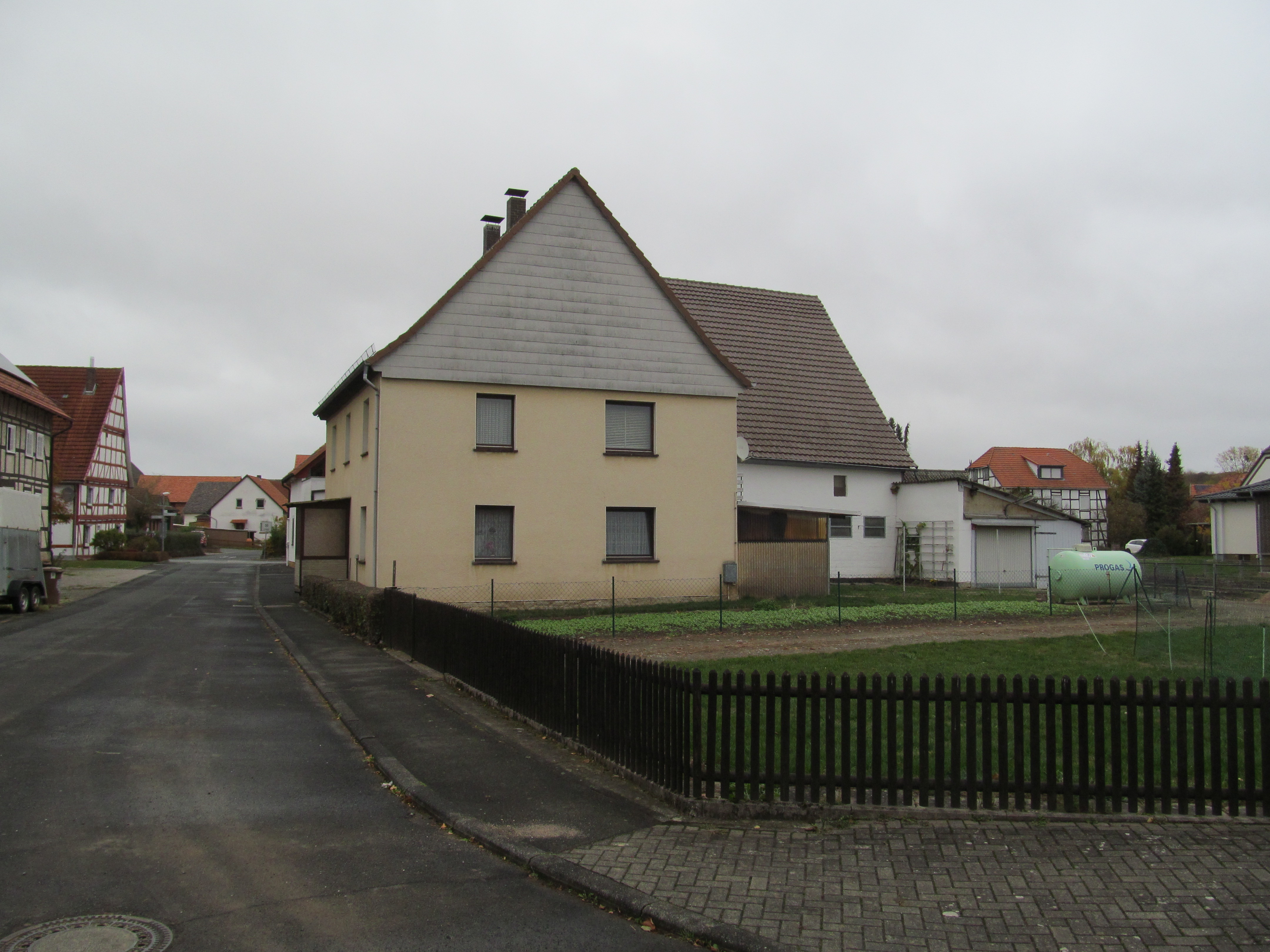
Mühlenstraße 1
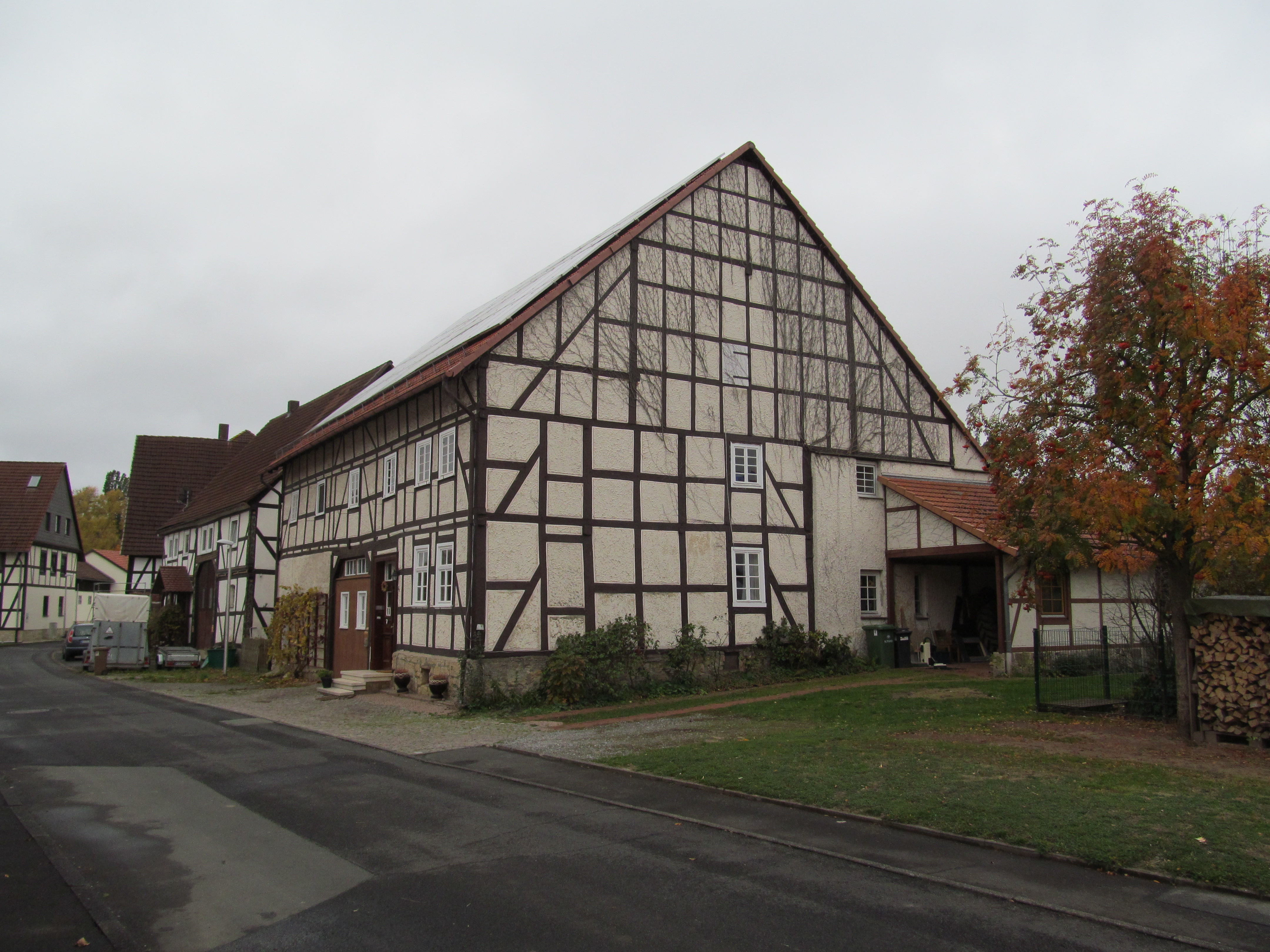
Mühlenstraße 4
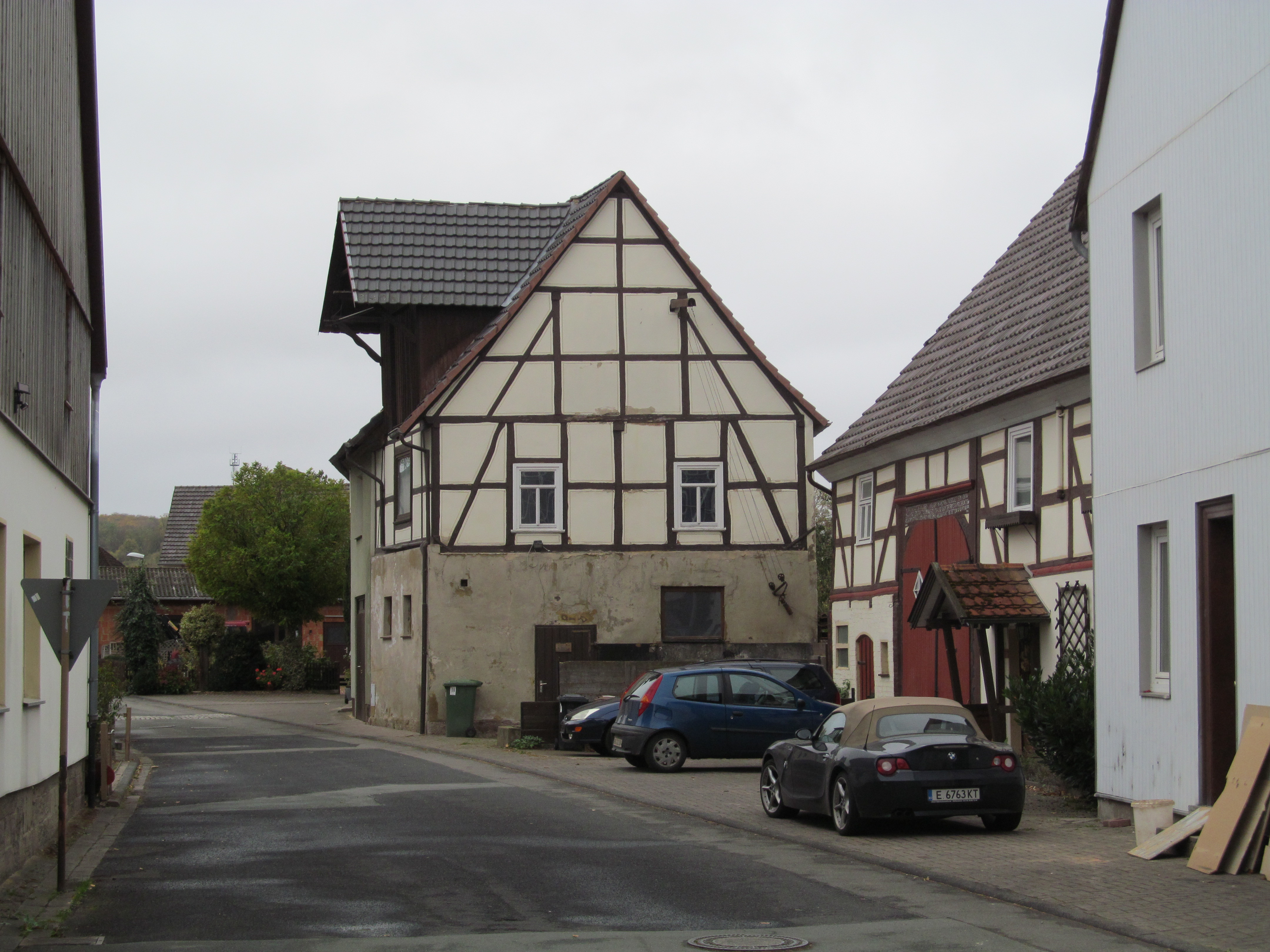
Rische 11
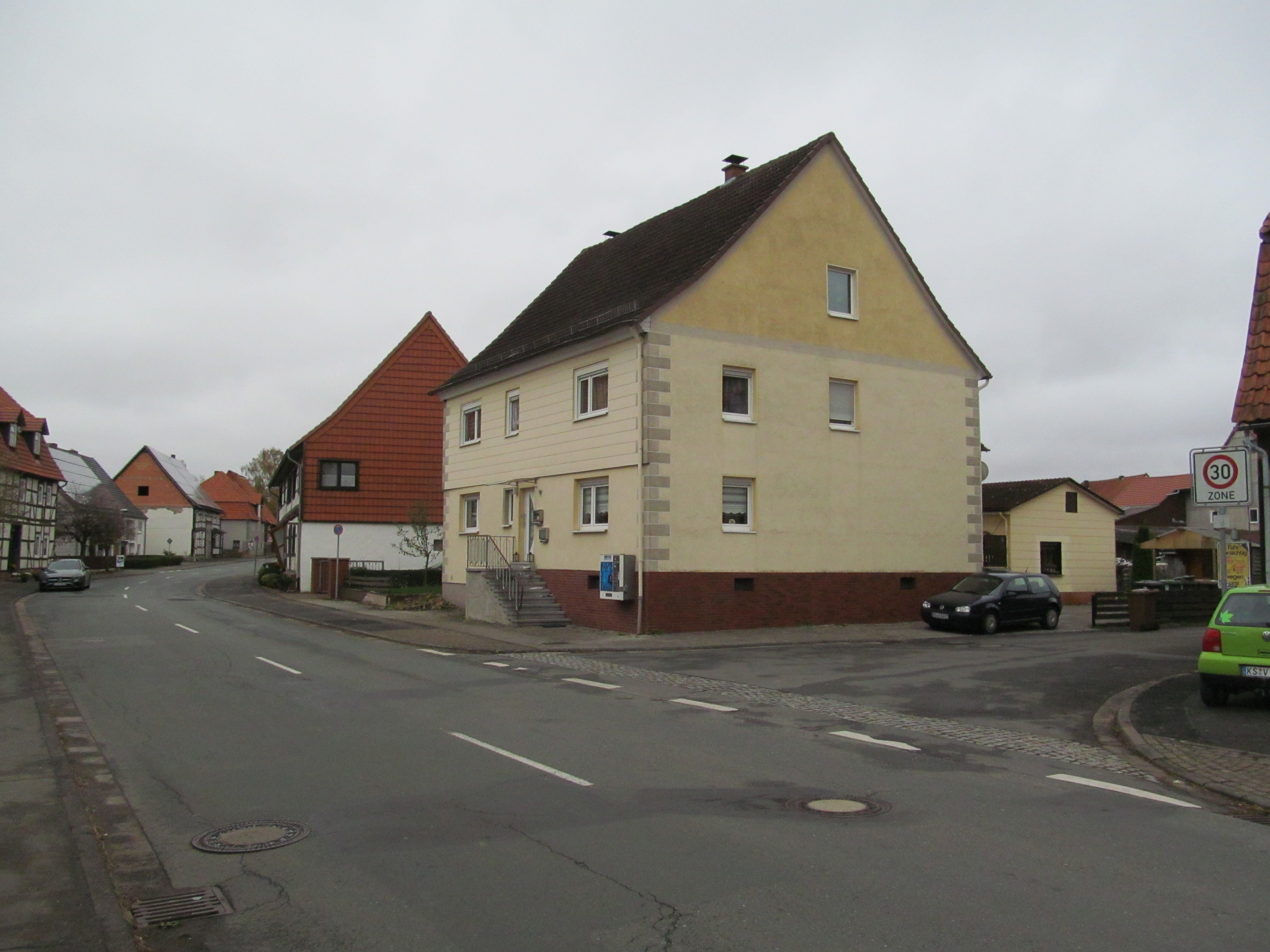
Warburger Straße 17
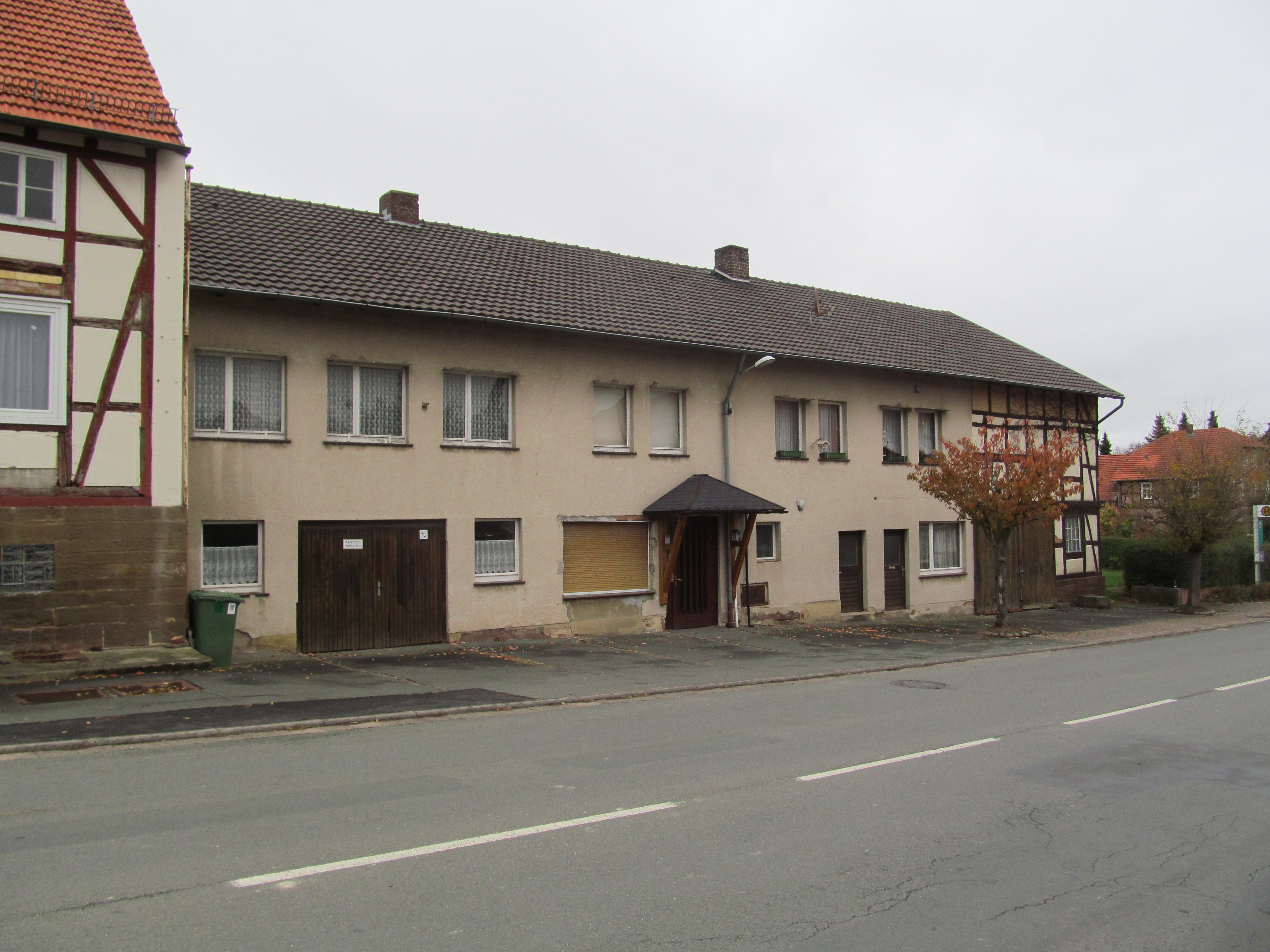
Warburger Straße 42

### Einzeldenkmal
| Bild                                              | Bezeichnung                                       | Lage             | Beschreibung | Bauzeit | Daten |
| ------------------------------------------------- | ------------------------------------------------- | ---------------- | ------------ | ------- | ----- |
| Traufständige Teil eines Doppelhauses Lehmkuhle 6 | Traufständige Teil eines Doppelhauses Lehmkuhle 6 | Lehmkuhle 6 Lage |              |         |       |